# Pomponne
 Pomponne  es una población y comuna francesa, en la región de Isla de Francia, departamento de Sena y Marne, en el distrito de Torcy y cantón de Lagny-sur-Marne.

## Demografía
| 1181 | 1304 | 1397 | 2826 | 3044 | 3263 | 3 309 |
| Para los censos de 1962 a 1999 la población legal corresponde a la población sin duplicidades (Fuente: INSEE [Consultar]) |      |      |      |      |      |       |